# 화법기하학
화법기하학(Descriptive geometry)은 특정 절차 세트를 사용하여 3차원 객체를 2차원으로 표현할 수 있는 기하학의 한 분야이다. 결과 기술은 엔지니어링, 건축, 디자인 및 예술 분야에서 중요하다. 화법 기하학의 이론적 기초는 평면 기하학적 투영에 의해 제공된다. 이 기술에 대한 최초의 알려진 간행물은 알브레히트 뒤러가 1525년 뉘른베르크의 리니엔(Linien)에서 출판한 "Underweysung der Messung mit dem Zirckel und Richtscheyt"이다. 이탈리아 건축가 과리노 과리니는 또한 그의 Placita Philosophica(1665), Euclides Adauctus(1671) 및 Architettura Civile(1686—1737년까지 출판되지 않음)에서 분명하게 알 수 있듯이 투영 및 화법 기하학의 선구자였으며 가스파르 몽주(1746)의 작업을 기대했다. 그는 일반적으로 화법 기하학의 발명으로 인정된다. 가스파르 몽주는 기하학적 문제 해결의 발전으로 인해 일반적으로 "화법 기하학의 아버지"로 간주된다. 그의 첫 번째 발견은 1765년 그가 군사 요새의 기안자로 일하던 중이었지만 그의 발견은 나중에 발표되었다.
몽주의 프로토콜을 사용하면 상상의 물체를 3차원으로 모델링할 수 있는 방식으로 그릴 수 있다. 가상 객체의 모든 기하학적 측면은 실제 크기/축척 및 모양으로 설명되며 공간의 모든 위치에서 보이는 것처럼 이미지화할 수 있다. 모든 이미지는 2차원 표면에 표현된다.
화법 기하학은 상상의 물체에서 발산되고 가상의 투영 평면을 직각으로 교차하는 상상의 평행 투영기의 이미지 생성 기술을 사용한다. 누적 교차점은 원하는 이미지를 생성한다.

## 같이 보기
- 사영기하학
- 제도 (설계)